# Garry Bocaly
Garry Bocaly (ur. 19 kwietnia 1988 w Schœlcher, Martynika) – piłkarz francuski grający na pozycji prawego obrońcy.

## Kariera klubowa
Bocaly urodził się na Martynice. W 2004 roku został zawodnikiem Olympique Marsylia, a w 2005 roku przeszedł do drużyny seniorów Olympique. W Ligue 1 zadebiutował 5 marca 2006 roku w zremisowanym 0:0 wyjazdowym spotkaniu z Paris Saint-Germain, w meczu którym zespół Olympique wystawił rezerwy na znak protestu przeciwko niezapewnieniu ochrony fanów Olympique w Paryżu. 14 kwietnia 2006 roku Bocaly podpisał profesjonalny trzyletni kontrakt z Olympique. W sezonie 2005/2006 rozegrał jedno spotkanie w barwach Olympique, a w kolejnym – trzy.
Latem 2007 roku Bocaly został wypożyczony do drugoligowego zespołu FC Libourne-Saint-Seurin. 27 lipca 2007 rozegrał dla nowego zespołu swoje pierwsze spotkanie, przegrane 1:3 z Montpellier HSC. Z kolei 21 września 2007 w meczu z FC Nantes (2:3) strzelił pierwszego gola w karierze. Był podstawowym zawodnikiem Libourne, jednak spadł z nim do Championnat National. Po sezonie przedłużył kontrakt z Olympique do 2012 roku.
Pomimo przedłużenia kontraktu Bocaly ponownie odszedł na wypożyczenie, tym razem do innego drugoligowca, Montpellier HSC. Wraz z Bocalym do Montpellier trafili inni zawodnicy drużyny z Marsylii, Thomas Deruda i Jean-Philippe Sabo. W Montpellier po raz pierwszy wystąpił 1 sierpnia w meczu z RC Strasbourg (0:1). W całym sezonie 2008/2009 strzelił 4 gole i przyczynił się do awansu Montpellier do Ligue 1. W sezonie 2011/2012 wywalczył z Montpellier tytuł mistrza Francji. W Montpellier grał do końca sezonu 2013/2014. Latem 2014 przeszedł do drugoligowego AC Arles-Avignon, w którym grał przez sezon.
| Sezon   | Klub               | Kraj    | Rozgrywki | Mecze | Bramki | Rozgrywki Europy   | Mecze | Bramki |
| ------- | ------------------ | ------- | --------- | ----- | ------ | ------------------ | ----- | ------ |
| 2005/06 | Olympique Marsylia | Francja | Ligue 1   | 1     | 0      | –                  | –     | –      |
| 2006/07 | Olympique Marsylia | Francja | Ligue 1   | 3     | 0      | –                  | –     | –      |
| 2007/08 | FC Libourne        | Francja | Ligue 2   | 29    | 1      | –                  | –     | –      |
| 2008/09 | Montpellier HSC    | Francja | Ligue 2   | 35    | 4      | –                  | –     | –      |
| 2009/10 | Olympique Marsylia | Francja | Ligue 1   | 4     | 0      | Liga Mistrzów UEFA | 1     | 0      |
| 2009/10 | Montpellier HSC    | Francja | Ligue 1   | 12    | 0      | –                  | –     | –      |
| 2010/11 | Montpellier HSC    | Francja | Ligue 1   | 29    | 3      | Liga Europy UEFA   | 0     | 0      |
| 2011/12 | Montpellier HSC    | Francja | Ligue 1   | 34    | 0      | –                  | –     | –      |
| 2012/13 | Montpellier HSC    | Francja | Ligue 1   | 7     | 0      | Liga Mistrzów UEFA | 3     | 0      |
| 2013/14 | Montpellier HSC    | Francja | Ligue 1   | 3     | 0      | –                  | –     | –      |
| 2014/15 | AC Arles-Avignon   | Francja | Ligue 2   | 10    | 0      | –                  | –     | –      |

## Kariera reprezentacyjna
Od 2008 roku Bocaly jest zawodnikiem reprezentacji Francji U-21. Występował także w reprezentacjach Francji w innych kategoriach wiekowych: U-16, U-17 oraz U-19. Z tą ostatnią dotarł do półfinału Mistrzostw Europy U-19 w 2007 roku.